# MediaMonitoringBot
MediaMonitoringBot — система оперативного моніторингу онлайн-ЗМІ України, створена на основі Telegram-бота. Система виявляє та повідомляє про згадку заданого об'єкта в українських інтернет-виданнях. MediaMonitoringBot спеціалізується на українських ЗМІ та є альтернативою сервісу Google Alerts на українському ринку.

## Історія
MediaMonitoringBot було запущено у червні 2019 року. Систему розробив Григорій Маленко разом з командою агентства «SERM». Програма була розроблена для внутрішнього користування в компанії. Сервіс надсилав посилання на статті, де було згадано назву компанії або прізвища клієнтів агентства. Станом на 2022 рік система функціонує автономно.
У грудні 2019 року MediaMonitoringBot, в особі Григорія Маленка, отримав грамоту від Командування об'єднаних сил ЗСУ, підписану Валерієм Залужним «за вагомий внесок в інформаційну боротьбу та протидію російській пропаганді, високий патріотизм та спільну боротьбу за Незалежність України».
У березні 2022 року Opendatabot вніс MediaMonitoringBot до списку українських та іноземних компаній, програмне забезпечення яких, може стати аналогом ПЗ російського походження. Того ж місяця бот увійшов до списку «Зроблено в Україні: 100+ кращих MarTech & AdTech стартапів країни».
У жовтні 2022 року з MediaMonitoringBot прибрали російську мову. Система послуговується лише українською мовою.
Найбільше зусиль при розробці продукту вимагало створення системи моніторингу, оскільки при програмуванні потрібно було враховувати особливості кожного сайту: верстку, рубрикацію, принципи випуску та оформлення матеріалів. Таким чином, потрібно було створити індивідуальну конфігурацію для опрацювання кожного інтернет-ресурсу.

## Принцип роботи
Технічна частина бота складається з двох частин: перша включає в себе моніторинг ЗМІ, збереження матеріалів у базі даних, пошук ключових слів та відправлення повідомлення; друга частина — безпосередньо бот в Телеграмі, за допомогою якого, власне, відбувається взаємодія з користувачем.
База ЗМІ бота складається близько з 200 найбільш відвідуваних та найавторитетніших українських інтернет-видань.
Для отримання сповіщення про згадку об'єкта, який цікавить, необхідно ввести у бот від одного до п'яти ключових слів, наприклад, назву компанії чи бренду, прізвище і т. ін.
MediaMonitoringBot у своїй роботі використовує щомісячний рейтинг ТОП-100 медіа від Інтернет асоціації України. Ще одну сотню склали інтернет-видання, які не мають великого трафіку, але вважаються важливими інформаційними порталами в різних галузях.
MediaMonitoringBot містить систему моніторингу з індивідуальними інструментами, які враховують особливості кожного інтернет-ресурсу під час його опрацювання.
Система є лідером серед інструментів із можливістю безкоштовного моніторингу (33 %).

## Використання
MediaMonitoringBot оперативно відслідковує згадки про об'єкт. Бот став ключовим інструментом в боротьбі мережі салонів краси G.Bar з фейками про них. Згідно з внутрішньою інформацією компанії, системою користуються близько 100 народних депутатів України.
Головний військовий екс-прокурор, Анатолій Матіос, у одному зі своїх інтерв'ю зазначав, що використовує бота для відслідковування новин про себе.
Система також використовується представниками бізнесу (зокрема, керівництво Audi в Україні) — в першу чергу, для моніторингу новин про бренд своєї компанії.
Ботом користуються Збройні сили та Національна поліція України.
Система зафіксувала факт видалення новини, інформаційним агентством УНІАН, про те, що народного депутата Андрія Деркача у США вважають російським агентом, який бере участь у кампанії Кремля проти кандидата на посаду президента США Джо Байдена.